# Gare de Marssac-sur-Tarn
Pour les articles homonymes, voir Gare de Marsac.
La gare de Marssac-sur-Tarn est une gare ferroviaire française de la ligne de Tessonnières à Albi, située sur le territoire de la commune de Marssac-sur-Tarn, dans le département du Tarn, en région Occitanie.
Elle est mise en service en 1864 par la Compagnie du chemin de fer de Paris à Orléans (PO).
C'est une gare voyageurs de la Société nationale des chemins de fer français (SNCF) du réseau TER Occitanie, desservie par des trains express régionaux.

## Situation ferroviaire
Établie à 148 mètres d'altitude, la gare de Marssac-sur-Tarn est située au point kilométrique (PK) 346,480 de la ligne de Tessonnières à Albi, entre les gares ouvertes de Tessonnières, s'intercale la halte fermée de Labastide-de-Lévis, et d'Albi-Ville, s'intercale la gare fermée de Terssac.

## Histoire
La gare de Marssac est mise en service le 24 octobre 1864 par la Compagnie du chemin de fer de Paris à Orléans (PO). lorsqu'elle ouvre à la circulation la ligne de Toulouse à Lexos et son embranchement de Tessonnières à Albi sur lequel se trouve la gare.
En 1901, le total des recettes au départ effectuées dans la gare est de 46 325 francs.
En 2014, c'est une gare voyageurs d'intérêt local (catégorie C : moins de 100 000 voyageurs par an de 2010 à 2011), qui dispose de deux quais, deux abris et une traversée de voie à niveau par le public (TVP).

### Fréquentation de la gare
L'évolution de la fréquentation de la gare est présentée dans le tableau ci-dessous. En 2020, avec 6 516 voyageurs, la gare de Marssac-sur-Tarn est la dix-neuvième gare la plus fréquentée du Tarn sur les 26 que compte le département.
| Année               | 2015  | 2017  | 2019  | 2020  | 2021  | 2022   | 2023   |
| ------------------- | ----- | ----- | ----- | ----- | ----- | ------ | ------ |
| Nombre de voyageurs | 8 842 | 9 707 | 9 832 | 6 516 | 9 148 | 11 976 | 12 690 |

## Service des voyageurs

### Accueil
Gare SNCF, elle dispose d'un bâtiment voyageurs ouvert du lundi au vendredi.
Un passage à niveau planchéié permet la traversée des voies et l'accès aux quais.

### Desserte
Marssac-sur-Tarn est une gare voyageurs du réseau TER Occitanie, desservie par des trains express régionaux qui circulent entre Toulouse-Matabiau et Carmaux (ligne 2). Au-delà, certains trains sont prolongés jusqu'à Rodez. Seul un train par jour en provenance de Toulouse-Matabiau a pour terminus Albi-Ville. Le temps de trajet est d'environ 1 heure depuis Toulouse-Matabiau et d'environ 25 minutes depuis Carmaux.
En semaine, la gare est desservie quotidiennement par neuf trains en provenance de Toulouse-Matabiau et par sept trains à destination de cette même gare. Le week-end, seuls quatre trains en provenance de Toulouse-Matabiau desservent la gare, et trois à destination de cette même gare.

### Intermodalité
Un parc pour les vélos (avec 6 accroches vélos) et un parking pour les véhicules y sont aménagés.